# USS Canberra (CA-70)
Pour les articles homonymes, voir Canberra (homonymie).
Pour les autres navires du même nom, voir USS Canberra et HMAS Canberra.
L'USS Canberra (CA-70/CAG-2) est un croiseur lourd de classe Baltimore entré en service dans l'US Navy durant la Seconde Guerre mondiale.
Commandé sous le nom d'USS Pittsburgh le 1er juillet 1940, sa quille est posée le 3 septembre 1941 au chantier naval Fore River de la Bethlehem Steel de Quincy, dans le Massachusetts. À la demande du Président Franklin Delano Roosevelt, il est renommé USS Canberra en l'honneur de l'ancien navire du même nom coulé lors de la bataille de l'île de Savo en août 1942. Il est l'un des deux navires de guerre de l'US Navy à porter le nom d'une capitale étrangère (l'autre étant un Littoral combat ship). Parrainé par Alice, Lady Dixon, épouse de l'ambassadeur d'Australie aux États-Unis, Owen Dixon (en), il est lancé le 19 avril 1943 et mis en service le 14 octobre 1943 sous le commandement du captain Alex Rieman Early.
En 1952, il est modifié en croiseur lance-missiles au chantier New York Shipbuilding Corporation de Camden, dans le New Jersey, devenant ainsi le second navire de la classe Boston, la première de ce genre dans le monde.

## Historique

### Seconde Guerre mondiale
Appareillant de Boston en janvier 1944 escorté par le destroyer USS Norman Scott, il fait route vers Pearl Harbor via San Diego. Le 14 février 1944, le Canberra rejoint la Task Force 58 dans le Pacifique où il participe à l'invasion d'Eniwetok. Il rejoint ensuite l'USS Yorktown pour un raid sur les îles Palaos, Yap, Ulithi et Woleai entre le 30 mars et 1er avril, puis l'USS Enterprise pour une opération d'appui aux troupes débarquant en Nouvelle-Guinée. Du 29 avril au 1er mai 1944, le Canberra bombarde une base aérienne japonaise à Satawan. En mai 1944, le Canberra fait partie du TG 58.2 lors d’un raid sur les îles Marcus et Wake. En juin, il rejoint le TG 58.1 pour l'invasion des îles Mariannes et la bataille de la mer des Philippines. Après avoir bombardé des bases japonaises dans les îles Bonin, le croiseur participe en août à un autre raid sur les îles Palaos et aux Philippines, puis, à la mi-septembre, à l’invasion de Morotai.

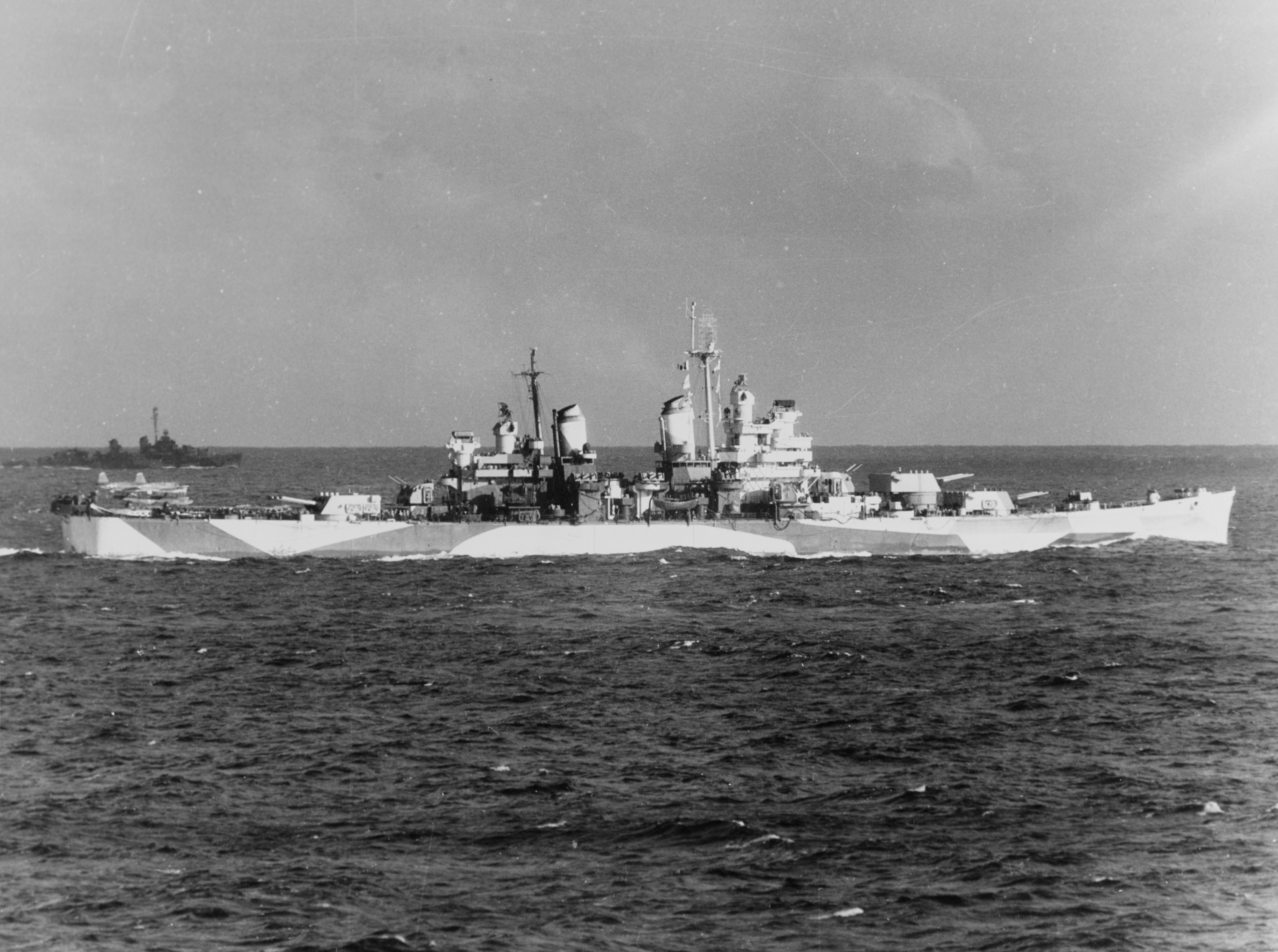
Le Canberra au sein de la Task Force 38 en 1944.

Au début du mois d'octobre, le Canberra rejoint la TF 38 pour une série de frappes aériennes sur Okinawa et Formose, en prévision de l'invasion de Leyte. Lors de la bataille au large de Formose le 13 octobre, il est touché par une torpille japonaise qui heurte sa coque en dessous de la ceinture blindée. L'explosion tue 23 personnes et environ 4 500 tonnes d'eau s'engouffrent à l'intérieur des compartiments, provoquant la baisse du régime des moteurs.
Bien qu'étant qu'à 90 km des bases japonaises de Formose, le Canberra est secouru avec succès. Pendant deux jours, il est remorqué par l'USS Wichita puis par l'USS Munsee. Pendant le remorquage, un agent de sauvetage du Munsee est décédé en plongeant dans la salle des machines inondée du navire pour y effectuer des réparations temporaires. Par la suite, la petite flotte est rejointe par l'USS Houston, torpillé tôt le 14 octobre. Les navires endommagés et leurs remorqueurs ont formé la « 1re division estropiée » en se dirigeant en toute sécurité à Ulithi. Lors de leur transit, le Canberra et son escorte ont réussi à repousser une attaque aérienne japonaise, mais le Houston a de nouveau été endommagé.
Les croiseurs endommagés rejoignent Ulithi le 27 octobre. Le Canberra est remorqué jusqu'à Manus où des réparations temporaires y sont effectuées en cale sèche flottante sur l' USS ABSD-2, avant de traverser le Pacifique pour rejoindre Boston. Il est en cale sèche du 16 février au 17 octobre 1945 ; la guerre étant terminée, le Canberra est désarmé le 7 mars 1947.

### Conversion en croiseur lance-missiles

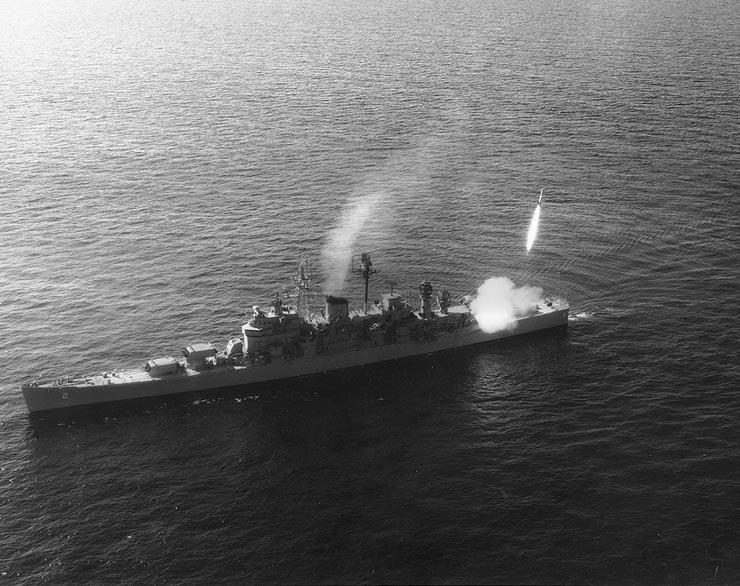
Le Canberra tirant un missile Terrier pendant un exercice dans l’Atlantique (février 1957).

Amarré avec la flotte de réserve du Pacifique au chantier naval de Puget Sound, situé à Bremerton, dans l'État de Washington, le Canberra et son navire-jumeau l'USS Boston sont désignés pour être convertis en croiseur lance-missiles (le Canberra portant le nouveau numéro de fanion CAG-2). Le 4 janvier 1952, il est remorqué au chantier de la New York Shipbuilding Corporation à Camden (New Jersey) pour sa reconversion en croiseur de la classe Boston,. La tourelle arrière de 8 pouces a été retirée et deux lance-missiles Terrier ont été installés,. Cependant, en 1964, les progrès rapides de la technologie des missiles ont rendu le système Terrier obsolète et la conversion intégrale n'a pas été poursuivie. Il est remis en service dans sa nouvelle configuration le 15 juin 1956.
En mars 1957, il emmène le Président Eisenhower aux Bermudes pour une conférence avec le premier ministre MacMillan. En juin, il sert de navire de contrôle lors de la Revue navale internationale à Hampton Roads. Après une croisière d'entraînement en juillet et août, il est déployé en Méditerranée avec la 6e flotte dans le cadre de l'opération Strikeback de l'OTAN. Au printemps de 1958, il est le porte-drapeau cérémonial de la flottille qui avait amené à Arlington les soldats inconnus des théâtres d'Europe et du Pacifique de la Seconde Guerre mondiale et de la guerre de Corée. En 1960, le Canberra est le navire amiral du contre-amiral J. McN Taylor lors d’une visite de courtoisie. En 1962, il prend part au blocus naval lors de la crise des missiles de Cuba.

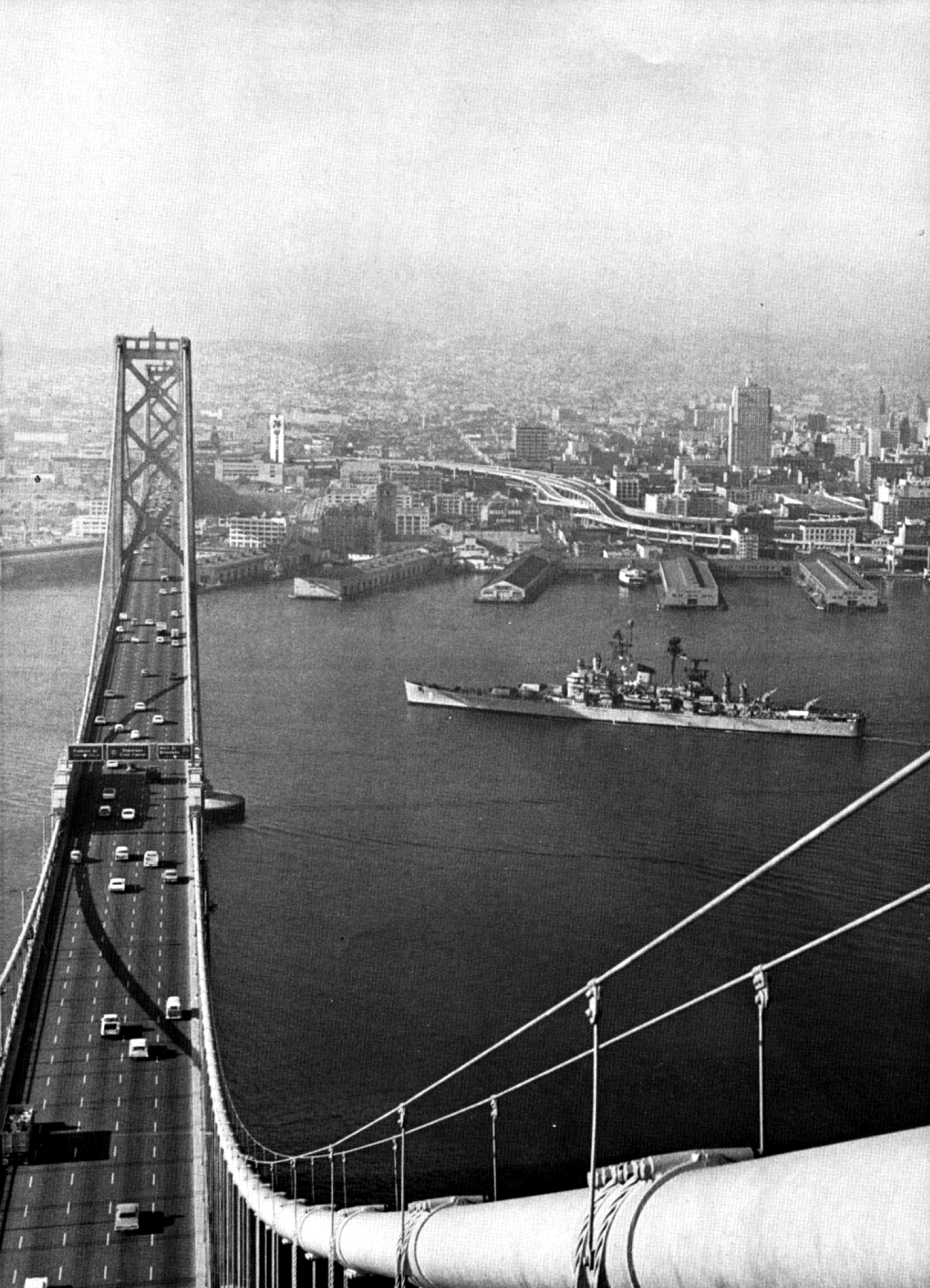
Le Canberra à San Francisco vers 1964.

### Guerre du Viêt Nam

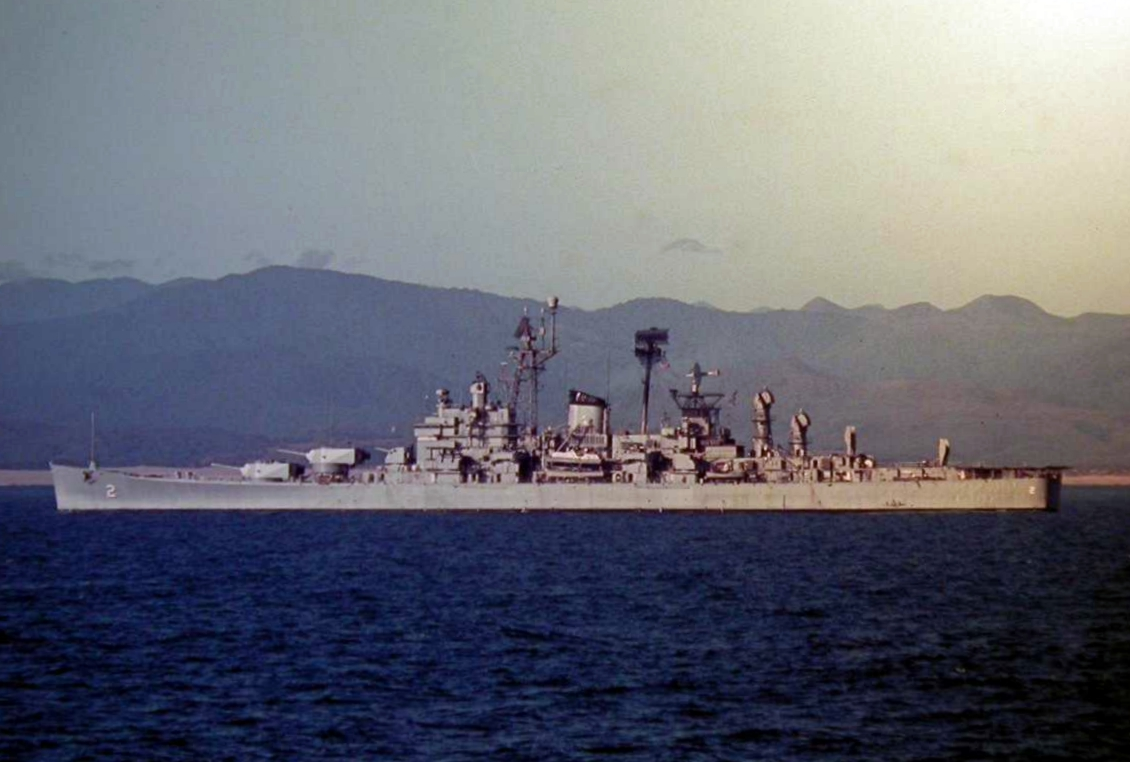
Le Canberra au large des côtes du sud du Vietnam lors de sa croisière WESTPAC de 1966.

De 1965 à 1969, il sert à cinq reprises pendant la guerre du Vietnam, où son artillerie fournit un soutien aux troupes américaines. Le 2 mars 1967, le croiseur est touché par deux obus tirés à terre, occasionnant 5 blessés et des dommages structurels mineurs. Le 6 avril 1967, un jeune marin du nom de Doug Hegdahl est accidentellement poussé par-dessus bord par l’un des canons de 5 pouces ; il a été capturé par une canonnière nord-vietnamienne et emprisonné dans la prison Hanoi Hilton. Après son deuxième déploiement en avril 1967, le navire rejoint Melbourne et se rend dans les eaux australiennes en mai pour commémorer la bataille de la mer de corail,.
Lors de son troisième déploiement en 1968, il prend part à l'offensive du Têt, tirant 35 000 obus lors de la bataille de Huế. Le 1er mai 1968, le Canberra retrouve son numéro de fanion initial, CA-70 ; suite à l'obsolescence de son armement de missile, ses canons de 8 pouces ont été reclassés en tant qu'armement principal du croiseur, bien que les lanceurs Terrier aient été conservés jusqu'à son retrait du service. Son dernier déploiement au Vietnam a pris fin début janvier 1969.

### Fin de service
L'USS Canberra est désarmé le 2 février 1970 et rayé du registre de la marine le 31 juillet 1978. Le 15 juillet 1980, il est vendu à la société National Metal pour démolition.

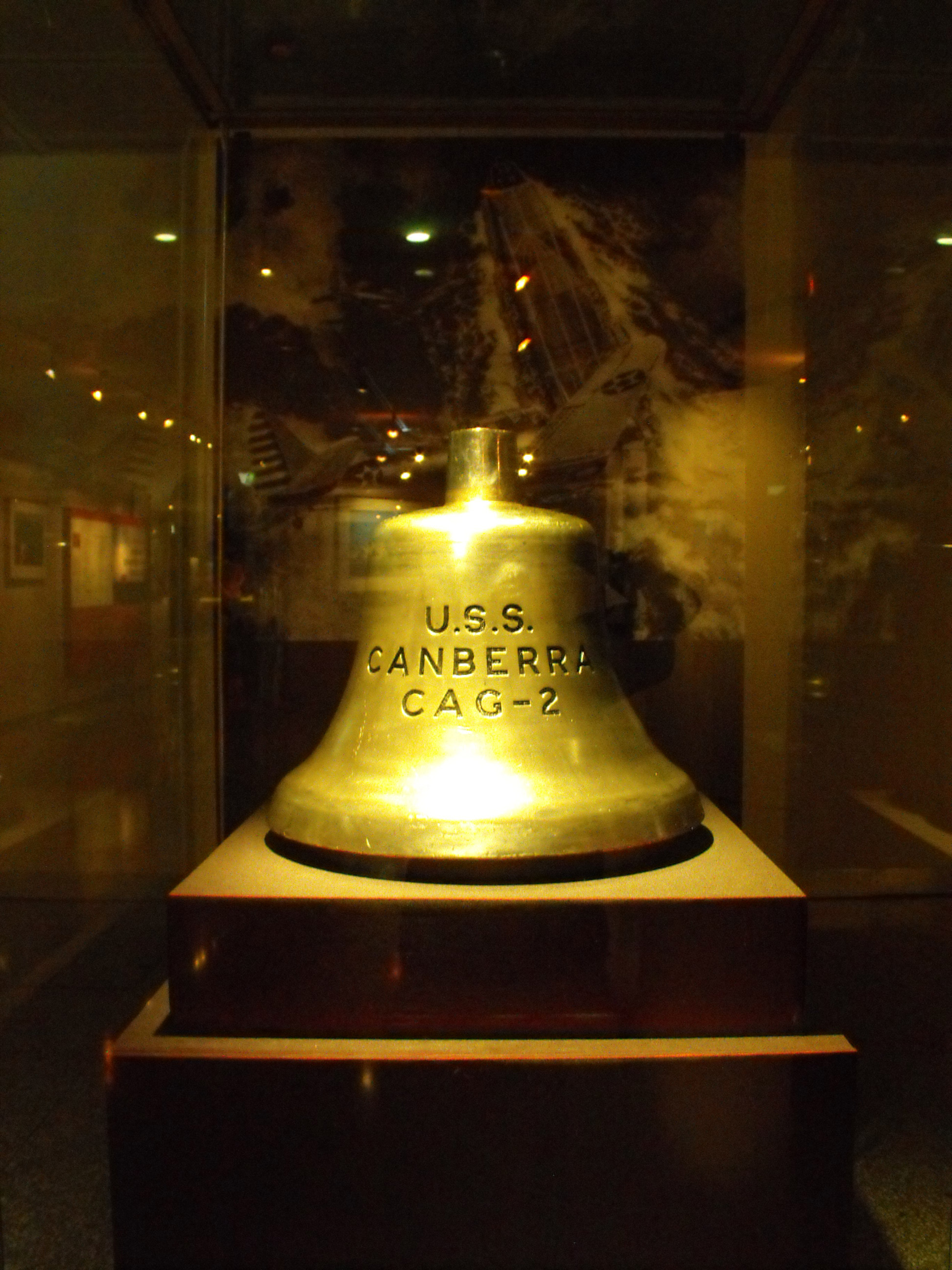
Cloche du Canberra exposée au musée national de la marine de Sydney (26 septembre 2010).

L'une de ses hélices est exposée au musée maritime de Los Angeles. La cloche du navire a été entreposée et, bien que la législation américaine interdise à d’autres nations de détenir des artefacts de la marine, la cloche a été présentée au premier ministre australien John Howard par le président américain George W. Bush le 10 septembre 2001, en commémoration des 50 ans du traité ANZUS. La cloche de 250 livres (110 kg) est exposée dans la galerie du musée national de la marine de Sydney.

## Décorations
- Combat Action Ribbon
- Meritorious Unit Citation (en)
- Navy Expeditionary Medal
- Asiatic-Pacific Campaign Medal avec sept battle stars
- World War II Victory Medal
- National Defense Service Medal
- Armed Forces Expeditionary Medal
- Vietnam Service Medal avec quatre étoiles de campagne
- Philippine Liberation Medal
- Vietnam Campaign Medal

## Commandement
- Captain Alex Rieman Early du 14 octobre 1943 au 25 février 1945.
- T/Commander Richard Benjamin Levin du 25 février 1945 au 17 juillet 1945.
- T/Captain Russell Million Ihrig du 17 juillet 1945 au 18 mai 1946.